# The 3rd Millennium
The 3rd Millennium là một game chiến lược mô phỏng năm 1997 của hãng Cryo Interactive.

## Tổng quan
Người chơi là một nhà lãnh đạo chính trị vào năm 2001. Thế giới được chia thành 31 chính quyền khác nhau trên 5 quốc gia lớn. Nhiệm vụ của họ là trở thành người thống trị thế giới vào năm 2500. Lối chơi tương tự những game chiến lược 4X khác như dòng Civilization. Bản đồ thế giới dưới dạng 2D chính xác tới 2500 km2. Trò chơi nhấn mạnh việc quản lý đầu tiên, và cốt truyện thứ hai.

## Sản xuất
The 3rd Millennium xuất hiện ở Pháp vào năm 1997 và đầu năm 1998 tại Mỹ.
Việc thể hiện các yếu tố của trò chơi dựa trên "điều tra dân số thực tế, dự đoán kinh tế xã hội và sinh thái trong giai đoạn 2000 đến 2500". Mặc dù trò chơi nghiêm túc và chính xác về mặt dữ liệu, các nhà phát triển đã thêm sự hài hước và sự không đúng đắn về mặt chính trị để đảm bảo người chơi không quá coi trọng trò chơi. Theo nhà sản xuất Stephan Ressot, không có trận chiến nào trong game vì anh không nghĩ việc chinh phục toàn bộ lục địa bằng sức mạnh quân sự là thực tế trong thế giới hiện đại.

## Đón nhận
PC Powerplay đã chấm cho game số điểm 52%. PC Player thì cho đến 38%.
Cyro Interactive tin rằng trò chơi đã thất bại trong việc gây ảnh hưởng ở Nhật Bản vì văn hóa nơi đây không hiểu nổi một "trò chơi đầy mưu mô chính trị với sự hài hước". PC Zone cảm thấy rằng trong khi soundscape của trò chơi là "sự khéo léo không thể chối cãi và bầu không khí đáng ngạc nhiên", thì lối chơi của nó thật nhàm chán. Avoc đã so sánh tựa game này với dòng game chiến lược thời gian thực pha trộn quản lý Sim City của Maxis.